# Olios derasus
Olios derasus är en spindelart som först beskrevs av Carl Ludwig Koch 1845.  Olios derasus ingår i släktet Olios och familjen jättekrabbspindlar. Inga underarter finns listade i Catalogue of Life.